# Деј Матеј (Рим)
Деј Матеј је насеље у Италији у округу Рим, региону Лацио.
Према процени из 2011. у насељу је живело 13 становника. Насеље се налази на надморској висини од 299 м.